# Il messia
Il messia is een Italiaanse dramafilm uit 1975 onder regie van Roberto Rossellini.

## Verhaal
In deze film wordt Jezus neergezet als een man van vlees en bloed. Hij heeft een sterke persoonlijkheid en uitgesproken principes. Hij verricht echter geen wonderen.

## Rolverdeling
| Acteur             | Personage         |
| ------------------ | ----------------- |
| Pier Maria Rossi   | Jezus             |
| Mita Ungaro        | Maagd Maria       |
| Carlos de Carvalho | Johannes de Doper |
| Fausto Di Bella    | Saul              |
| Vernon Dobtcheff   | Samuel            |
| Antonella Fasano   | Maria Magdalena   |
| Jean Martin        | Pontius Pilatus   |
| Toni Ucci          | Herodes Antipas   |
| Vittorio Caprioli  | Herodes de Grote  |
| Tina Aumont        | Overspelige vrouw |
| Flora Carabella    | Herodias          |
| Raouf Ben Amor     | Judas             |
| Luis Suárez        | Johannes          |
| Hedi Zoughlami     | Simon Petrus      |
| Renato Montalbano  | Mattheus          |